# Далай (община)
Далай (вьет. Đạ Lây) — община в уезде Датех провинции Ламдонг во Вьетнаме. Имеет площадь 52,01 км², население на 2018 год — 5 282 человека, плотность населения — 102 чел/км².

## История
Раньше община Далай относилась к району Дахуоай.
6 июня 1986 года Совет Министров издал Постановление 67-HDBT по которому община Далай делилась на две — Далай и Хыонглам.
Тогда же уезд Дахуоай был разделён на три: Дахуоай, Датех и Каттьен; общины Далай и Хыонглам оказались в уезде Датех. Община Далай имела площадь 28,63 км², население 3273 человека, плотность населения 114 чел/км², Хыонглам — соответственно 23,38 км², 2009 человек, 86 чел/км².
17 декабря 2019 года Постоянная комиссия Национального собрания приняла Резолюцию 833/NQ-UBTVQH14 об устройстве административных единиц общинного уровня в провинции Ламдонг (постановление вступило в силу с 1 января 2020 года), по которому вся территория и население общины Хыонглам влиты обратно в Далай.

## География
Община Далай расположена на западе уезда Датех, и граничит:
- на востоке — с общиной Аннён,
- на западе и на севере — с уездом Каттьен,
- на юге — с провинцией Донгнай.

Территория общины делится на два основных типа: равнинная местность со средней высотой 150 м н. у. м. (41,13 % территории) и малонаселённая труднопроходимая гористая местность с высокими холмами с крутыми склонами и большим количеством ручьёв (52,49 %). Более половины территории покрыто лесом; распространены дикие животные (обезьяны, кабаны и другие).
Климат муссонный, субэкваториальный, двухсезонный, нередки штормы и сильные дожди. В сезон дождей — с мая по ноябрь — выпадает 90 % годового количества осадков. Среднегодовая температура — 25-27 °C.

## Население
По данным на 2020 год численность населения достигла 5695 человек. Население составляют вьеты, таи, нунги, тхай, мыонги. Исповедуемые религии — католицизм, буддизм и протестантизм. Прирост населения составляет около 1 % в год.

## Экономика
В общине действуют 134 производственных, ремесленных, торговых и сервисных предприятия, из них 22 создают дополнительные рабочие места. 9 производят солнечную энергию, 4 — обрабатывающие производства (вязание, обработка орехов кешью и производство кирпича).
Средний доход составляет 55 млн. донгов на человека в год. С 2019 по 2022 год количество бедных домохозяйств было снижено с 41 до 26 (1,75% от общего количества).

### Сельское хозяйство
Сельское  хозяйство составляет основу экономики общины.
Около 1700 га заняты многолетними сельскохозяйственными растениями, из них 540 га — плодовые деревья, 420 га — орехи кешью. Для повышения экономической эффективности руководство общины предлагает домохозяйствам три перспективных модели развития: выращивание кукурузы и коров, разведение сверчков и кур, выращивание диких кабанов. Также создаются кооперативы по выращиванию дуриана.
Община Далай, как и некоторые другие районы уезда Датех, имеет перспективы развития рисоводства. Однако, из-за недостатка воды здесь возможен сбор только одного урожая риса в год, а не 2-3 как могло бы быть при обилии воды. Для решения этой проблемы с 2009 года ведутся работы над возведением в общине водохранилища и более 30 км каналов, которые должны обеспечить водой для сельского хозяйства и бытовых нужд жителей уездов Датех и Каттьен. В 2021 году завершена первая очередь строительства.